# ルイス・ウェイン 生涯愛した妻とネコ
『ルイス・ウェイン 生涯愛した妻とネコ』（ルイス・ウェイン しょうがいあいしたつまとネコ、The Electrical Life of Louis Wain）は、2021年のイギリスの伝記映画。
19世紀末から20世紀にかけて、猫をモチーフにしたイラストで人気を集めたイギリスの画家ルイス・ウェインの生涯を描く。ベネディクト・カンバーバッチ主演兼・製作総指揮。

## ストーリー
1881年のイギリス。変わり者の青年ルイス・ウェインは、亡くなった父親に代わって5人の妹と母親を養うために、新聞などにイラストを描く仕事に付いていた。ウェイン家の風変わりな母親は家事もしない女性で、しっかり者の年長の妹キャロラインは苦しい家計の中、幼い妹たちの教育のために家庭教師を雇った。やって来たエミリーは、雇用先の「覗き見」がしたくて家庭教師になり、思い出のために故郷の石をいくつも持ち歩く奇妙な女性だった。
エミリーと恋仲になるルイス。紳士階級のルイスと下層階級で10才年上のエミリーの仲は町の大スキャンダルになった。それでも結婚し、郊外に家を借りて暮らしを始める二人。ある日、子猫を拾ったルイスたちは、ピーターと名付けて飼い始めた。当時は猫をペットとして飼う習慣がなく、魔術の同類と蔑まれていたが、ルイスはピーターをモデルに滑稽で可愛い猫のイラストを描き、大評判となった。
ルイスとエミリーは深く愛し合っていたが、エミリーは乳がんを患い、3年足らずで亡くなった。喪失感を埋めるために大量の猫の絵を描くルイス。絵本も何冊も出版されたが、変わり者で経済観念のないルイスは版権を得ておらず、生活は貧しいままだった。ルイスの猫の絵を最初に掲載し、友人でもあるイラスト新聞社の社主サー・ウィリアムの援助で豪華な別荘を安く貸り、結婚できずに困窮していた妹たちや母親を呼び寄せるルイス。だが、幼い頃から不安定だった末妹のマリーは、統合失調症で精神病院に収容された。精神的な不安定さはルイスにも見られ、騒がしい家族との生活の中で増幅して行った。
愛猫ピーターに死なれ泣き暮らす中で、逆に創作意欲に駆られたルイスは、アメリカでも猫好きを増やそうと渡米を決意した。家族の干渉から逃れるように1907年にニューヨークに渡り、絵は好評を博したが、経済観念がないために更に貧しくなって帰国するルイス。1914年には恩人のサー・ウィリアムが病に倒れ、ウェイン家は別荘からも追い出された。
ルイスの絵の人気は衰えなかったが、その画風には精神病の影響が強く見られるようになった。1924年、絵も描けず錯乱して暴れるルイスを、妹たちは貧困者用の精神病院に入れた。しかし、ルイスの絵を愛する多くの人々の協力で、ルイスは良い病院に転院し、1939年に亡くなるまで猫たちと共に穏やかな日々を送った。

## キャスト
- ルイス・ウェイン：ベネディクト・カンバーバッチ[3][4]
- エミリー・リチャードソン＝ウェイン：クレア・フォイ[3]
- キャロライン・ウェイン：アンドレア・ライズボロー
- ウィリアム・イングラム卿：トビー・ジョーンズ
- ヘイリー・スクワイアーズ
- ナレーション：オリヴィア・コールマン